# 太田みどり
太田 みどり（おおた みどり、1976年6月5日 - ）は、テレビユー福島の元アナウンサー。福島県西白河郡西郷村出身。福島大学教育学部卒。

## 略歴
1999年、テレビユー福島に入社。
1999年11月から2004年3月までまるとくの司会を務めた。
2004年3月に寿退社。

## 担当した番組
- まるとく